# Geografisk Have
Geografisk Have er en 14 hektar stor, botanisk have i Kolding, hvor det geografiske relaterer sig til, at træer, buske og urter er plantet sammen efter oprindelsesland. Haven opstod først som planteskole da Aksel Olsen, som i 1917, efter en veloverstået læretid i danske såvel som i tyske planteskoler, købte et område kaldet "Sibirien", som var et 14 tønder stort land op til forbindelsesvejen mellem Vonsild og Tved i Koldings sydøstlige del. Aksel Olsen både hørte og læste om de mange nye blomster og plantearter man opdagede i Østasien og han importerede disse i hundredvis. Efterhånden som haven blev større og større fik han den idé, at dele haven op i geografiske områder. Der findes afdelinger for Nordamerika, Japan, Kina, Sydamerika, Manchuriet, Korea, Sibirien og Sydvestasien. 
Desuden findes en samling af større og mindre haver, alle anlagt efter en bestemt idé, såsom Rosarium, Rosenhave, lægeurter og en Bambuslund. I Syvdalen i Geografisk have, blev der i 1985 opsat en mindesten for Aksel Olsen. Endvidere er der emnehaver, væksthuse, dyrefold og to legepladser.
- Den japanske afdeling i Geografisk Have
- Manna-Ask (Fraxinus ornus)
- Dipelta floribunda